# Dipseudopsis morafenobena
Dipseudopsis morafenobena är en nattsländeart som beskrevs av Georg Ulmer 1931. Dipseudopsis morafenobena ingår i släktet Dipseudopsis och familjen Dipseudopsidae. Inga underarter finns listade i Catalogue of Life.